# Ixcán
El municipi de Ixcan forma part del departament de El Quiché i es troba a la part nord-occidental del cap de municipi de Santa Cruz del Quiché i al Nord de la Ciutat de Guatemala. El municipi té una extensió de 1575 km². Els límits geogràfics del municipi són: Al nord amb Mèxic, a l'est amb els municipis de Cobán i Chisec del departament d'Alta Verapaz;
a l'oest amb Santa Cruz de Barillas del departament de Huehuetenango; al sud amb els municipis de Chajul i San Miguel Uspatan del departament de El Quiché.

## Divisió administrativa
La capçalera municipal és Playa Grande i administrativament, el municipi està dividit en 7 microregions:
- Microregió I, capçalera Playa Grande.
- Microregió II, capçalera Tzatun.
- Microregió III, capçalera Santiago Ixcan.
- Microregió IV, capçalera Valle Candelaria Uno.
- Microregió V, capçalera El Recuerdo.
- Microregió VI, capçalera San Juan Chactelá.
- Microregió VII, capçalera Mayaland.

## Origen del nom
En l'idioma Caktxikel Ixcan vol dir "dona serp" o "mare serp" en referència a la forma dels rius Chixoy i el riu Ixcan.
En l'idioma kanjobal Ixcan vol dir "terra de molts llamps" fent referència a l'època de pluges.

## Història

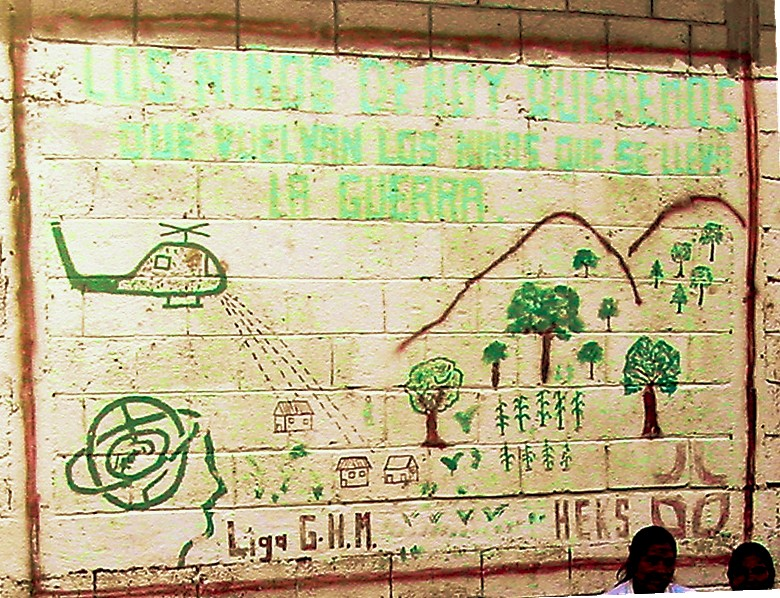
Mural pacifista a Victoria 20 de Enero,Ixcan

El 1964 s'inicia el procés de colonització d'aquestes terres per part de camperols procedents de l'altiplà. Aquests camperols accedeixen als lots de terres que els permeten establir-se i cultivar les seves terres. Aquests colons procedien de Huehuetenango i pertanyien a les ètnies kanjobal, Chuj, Mam i posteriorment Kitxé, Caktxikel, kektxí, Pocomchí i ladins d'altres departaments. Aquesta colonització fou promoguda pels religiosos de l'ordre de Maryknoll. En aquesta etapa la regió assoleix el màxim desenvolupament amb el cultiu de cardamom, canyella, vainilla i cafè.
Ixcán fou una de les regions més afectades pel conflicte armat intern de Guatemala, el resultat fou el desplaçament de milers de refugiats cap a Mèxic i altres regions; fugint de la violència i del terror que es visqué a la regió a finals dels anys 1970 i a principis dels anys 1980. Aquest desplaçament provocà l'abandonament de terres i el deteriorament de l'extructura productiva 
El 1985 l'Ixcan assoleix la categoria de municipi i se segrega de San Miguel Uspatán
A partir de 1993 s'inicien els retorns. El 20 de gener s'organitza el primer retorn que originà la comunitat de Victoria 20 de Enero fent menció a la data. Aquests retorns foren realitzats amb el suport de la comunitat internacional.